# Lie-Størmer Center
Das Lie-Størmer-Center (LSC) ist ein norwegisches Forschungszentrum für Mathematik in Tromsø. Es wurde in Zusammenarbeit zwischen der Universität Tromsø und der Universität Bergen gegründet. Der Forschungsfokus des LSC zielt auf  fundamentale mathematische Strukturen  und deren  Bedeutung für moderne Berechnungsprobleme ab. Darüber hinaus hat sich das Center zum Ziel gesetzt, ein nationales Zentrum für Mathematik zu werden. Als ein „Haus der Mathematik“ soll dabei Mathematik  einer breiten Öffentlichkeit nahe gebracht werden. Konkret arbeitet das Lie-Størmer Center an der Organisation von internationalen und nationalen Konferenzen und Workshops für Forscher sowie Sommerschulen und Masterkursen für Doktoranden und Studenten sowohl aus Norwegen als auch aus dem Ausland. Das Zentrum organisiert beispielsweise das jährliche Lie-Størmer-Kolloquium, führt fortgeschrittene Masterklassen durch und veranstaltet Workshops und Konferenzen. Auf der anderen Seite organisiert das Zentrum auch Outreach-Aktivitäten, die darauf abzielen, das gesellschaftliche Bild der Mathematik insbesondere unter jungen Menschen zu verbessern. Das Lie-Størmer Center ist nach den renommierten Mathematikern Sophus Lie und Carl Størmer benannt, welche als  Brückenbauer zwischen reiner und angewandter Mathematik angesehen werden können. Das Center ist ein kooperatives Mitglied der European Mathematical Society, ein Mitglied des Netzwerks europäischer Forschungszentren für Mathematik (ERCOM) und arbeitet mit verschiedenen nationalen und internationalen Institutionen zusammen.

## Historie
Das erste Lie-Størmer-Kolloquium wurde im Jahr 2022 veranstaltet und umfasste Vorträge von Abel-Preisträgern wie Avi Wigderson, Hillel Furstenberg und László Lovász. Im selben Jahr war das Zentrum auch Gastgeber für den Baltic Way Mathematikwettbewerb in Tromsø. Die offizielle Einweihung des Lie-Størmer-Zentrums fand im Januar 2024 statt, anlässlich des 125. Todestages von Sophus Lie und des 150. Geburtstags von Carl Størmer. Die Direktoren sind Hans Munthe-Kaas und Cordian Riener.